# Ground Control (album)
Ground Control è il quarto album in studio del gruppo musicale britannico Rudimental, pubblicato il 3 settembre 2021 dalla Asylum Records.

## Descrizione
L'album rappresenta un ritorno verso le sonorità tipiche dei primi anni di carriera del gruppo, presentando sedici brani prevalentemente drum and bass e UK garage. Non mancano tuttavia influenze di vario tipo, tra cui pop (Jumper e Ghost), house (So Sorry), disco (Handle My Own) e jungle (Distance). Secondo quanto spiegato dal quartetto il disco è suddiviso in due lati: il primo contenente brani «sentimentali», mentre il secondo si caratterizza per altri di carattere più dance.

## Promozione
Nel mese di marzo 2020 i Rudimental hanno diffuso digitalmente i singoli Krazy e Easy on Me, includendo soltanto il primo nella futura lista tracce del disco. Il 28 agosto dello stesso anno è stata la volta di Come Over, realizzato con la partecipazione di Anne-Marie e Tion Wayne, mentre il 10 dicembre è stata la volta di Be the One, inciso con Morgan, Digga D e Tike. Nella primavera 2021 il gruppo ha presentato il quarto singolo complessivo Be Somebody, frutto della collaborazione con James Vincent McMorrow.
Con l'annuncio del titolo e della data di pubblicazione di Ground Control, il 18 giugno 2021 il gruppo ha pubblicato il singolo Straight from the Heart, che ha visto la partecipazione vocale di Nørskov. Tra luglio e agosto sono stati pubblicati anche i singoli So Sorry con Skream e Jumper, oltre al video di Remember Their Names e all'audio di Instajets.
Tra il 24 e il 29 agosto 2021 il gruppo ha tenuto una serie di cinque concerti in alcune città dell'Inghilterra atte a promuovere l'album.

## Accoglienza
| Recensione   | Giudizio |
| ------------ | -------- |
| Clash        | 7/10     |
| The Guardian |          |

Robin Murray di Clash ha assegnato all'album un punteggio di 7 su 10, spiegando che sebbene «questo progetto così vario non possa piacere a tutti, [...] i Rudimental si aggiornano costantemente, [sono] in evoluzione continua. Ground Control è un altro aspetto di quel viaggio e qua c'è materiale più che sufficiente per dimostrare che il gruppo londinese non arriverà presto per atterrare».

## Tracce
1. Come Over (feat. Anne-Marie & Tion Wayne) – 3:26 (Piers Aggett, Amir Amor, Leon Rolle, Kesi Dryden, Anne-Marie Nicholson, Olivia Devine, Dennis Jr Odunwo)
2. Jumper (feat. Kareen Lomax) – 3:14 (Piers Aggett, Amir Amor, Leon Rolle, Kesi Dryden, Marco Borrero, John Ryan)
3. Straight from the Heart (feat. Nørskov) – 3:28 (Piers Aggett, Amir Amor, Leon Rolle, Kesi Dryden, Morgan Connie Smith, James Newman, Olivia Rebecca Devine, Daniel Langsman, Stephen Meade, Sophie Frances Cooke)
4. Ghost (feat. Hardy Caprio) – 3:13 (Piers Aggett, Amir Amor, Leon Rolle, Kesi Dryden, Jennifer Decilveo, Gigi 'Wens, Hardy Tayyib-Bah Caprio, Conor Bellis)
5. Remember Their Names (Rudimental x MJ Cole feat. Josh Barry) – 5:12 (Piers Aggett, Amir Amor, Leon Rolle, Kesi Dryden, Josh Barry, Matthew Coleman)
6. Be Somebody (James Vincent McMorrow x Rudimental) – 3:44 (James Vincent McMorrow, James Napier, Leon Rolle, Kesi Dryden, Piers Aggett, Amir Amor)
7. Be the One (feat. Morgan, Digga D & Tike) – 3:05 (Piers Aggett, Amir Amor, Leon Rolle, Kesi Dryden, Morgan Connie Smith, Warren O'Grady, Jay Weathers, Rhys Herbert)
8. Handle My Own (feat. Ella Henderson) – 3:28 (Piers Aggett, Amir Amor, Leon Rolle, Kesi Dryden, Sam De Yong, Ella Henderson, Kenneth Gamble, Leon Huff)
9. So Sorry (Rudimental x Skream) – 3:51 (Piers Aggett, Amir Amor, Leon Rolle, Kesi Dryden, Anne-Marie Nicholson, Oliver Dene Jones)
10. Distance (feat. Maverick Sabre & Kojey Radical) – 3:52 (Piers Aggett, Amir Amor, Leon Rolle, Kesi Dryden, Michael Stafford, Kwadwo Adu Genfi Amponsah)
11. Instajets (Rudimental x The Game x D Double E x Backroad Gee) – 2:35 (Piers Aggett, Amir Amor, Leon Rolle, Kesi Dryden, Darren Dixon, Jayceon Terrel Taylor, Hugh Pescod)
12. Krazy (feat. Afronaut Zu) – 2:45 (Piers Aggett, Amir Amor, Leon Rolle, Kesi Dryden, Sam Knowles, Adeola Badejo, Mark Crown, Renell Shaw, Michael Watson)
13. Make You Move (feat. Nørskov & Keeya Keys) – 3:20 (Piers Aggett, Amir Amor, Leon Rolle, Kesi Dryden, Ebba Tove Elsa Nilsson, Keir Dickenson)
14. Hostess (feat. Morgan) – 3:09 (Piers Aggett, Amir Amor, Leon Rolle, Kesi Dryden, Morgan Connie Smith, Oliver Rodigan, Isaac Sakima, Jasper Lee Harris)
15. C'est fini (feat. RV & Lowkey) – 3:15 (Piers Aggett, Amir Amor, Leon Rolle, Kesi Dryden, Anne-Marie Nicholson, Esta Dean, Sam Knowles, Matthew Victor Kopp, Conor Bellis, George Conway, Jordan Townsend, Kareem Dennis)
16. Keep Your Head Up (Rudimental x 2fox feat. Hamzaa & House Gospel Choir) – 5:17 (Piers Aggett, Amir Amor, Leon Rolle, Kesi Dryden, Renell Shaw, Oliver George Nobes Hutchinson, Max Abrahams)

## Formazione
Gruppo
- Piers Aggett – programmazione della batteria e sintetizzatore (eccetto traccia 12), tastiera (traccia 12), synth bass (traccia 16)
- Amir Amor – programmazione della batteria (eccetto traccia 12), chitarra (tracce 1, 3, 5, 8, 10-12, 14), basso (tracce 2, 4, 13 e 15), sintetizzatore (tracce 6, 7 e 9), tastiera (tracce 12 e 16), percussioni (traccia 16)
- Kesi Dryden – programmazione della batteria (eccetto traccia 12), sintetizzatore (tracce 1-11, 13, 15 e 16), synth bass (traccia 16)
- Leon Rolle – percussioni e tastiera (eccetto tracce 6 e 11), programmazione della batteria (tracce 6, 11, 14-16), sintetizzatore (traccia 6), programmazione (traccia 12)

Altri musicisti
- Anne-Marie – voce (tracce 1, 9 e 15), cori (tracce 1 e 2)
- Tion Wayne – voce (traccia 1)
- Conor Bellis – programmazione della batteria (tracce 1 e 4)
- Mark Crown – tromba (tracce 1, 3, 12 e 14)
- Taurean Antonie-Chagar – sassofono (tracce 1, 3 e 14)
- Harry Brown – trombone (tracce 1 e 3)
- Kareen Lomax – voce (traccia 2)
- Beth Aggett – cori (tracce 2, 5 e 8)
- John Ryan – chitarra (traccia 2)
- Leona "Nørskov" Jørgensen – voce (tracce 3 e 13)
- Morgan – cori (traccia 3), voce (tracce 7 e 14)
- Hardy Caprio – voce (traccia 4)
- Gigi 'Wens – voce (traccia 4)
- Josh Barry – voce (traccia 5)
- Matthew Firth Coleman – programmazione della batteria e sintetizzatore (traccia 5)
- Sally Herbert – arrangiamento strumenti ad arco e violino (traccia 5)
- Ian Burdge – violoncello (traccia 5)
- James Vincent McMorrow – voce (traccia 6)
- Future Cut – programmazione (traccia 6)
- Darren Lewis – tastiera, chitarra e basso (traccia 6)
- Iyiola Babalola – batteria e percussioni (traccia 6)
- Mark Ralph – sintetizzatore e programmazione (traccia 6)
- Digga D – voce (traccia 7)
- Tike – voce (traccia 7)
- S1mba – cori (traccia 7)
- Jay Weathers – programmazione della batteria (traccia 7)
- Renell Shaw – chitarra elettrica e sintetizzatore (traccia 7), chitarra (traccia 12), cori e basso (traccia 16)
- Ella Henderson – voce (traccia 8)
- Max Abrahams – programmazione della batteria (tracce 8 e 16)
- Sam Newbold – sassofono (tracce 8 e 13)
- Oliver Dene Jones – programmazione della batteria e sintetizzatore (traccia 9)
- Maverick Sabre – voce (traccia 10)
- Kojey Radical – voce (traccia 10)
- Hamzaa – cori (traccia 10), voce (traccia 16)
- Sam Knowles – sintetizzatore (traccia 10), tastiera (traccia 12), programmazione della batteria (tracce 14 e 15)
- The Game – voce (traccia 11)
- D Double E – voce (traccia 11)
- Backroad Gee – voce (traccia 11)
- Hugh "Redlight" Prescod – programmazione della batteria e sintetizzatore (traccia 11)
- Adeola "Afronaut Zu" Badejo – voce (traccia 12)
- Keeya Keys – voce (traccia 13)
- Tove Lo – cori (traccia 13)
- RV – voce (traccia 15)
- Lowkey – voce (traccia 15)
- House Gospel Choir – voce (traccia 16)
- Oliver George Nobes Hutchinson – organo (traccia 16)
- Natalie Maddix – direzione del coro e arrangiamento vocale (traccia 16)
- Liza Jennings – arrangiamento vocale (traccia 16)

Produzione
- Rudimental – produzione
- Greg Freeman – missaggio (eccetto traccia 6)
- Conor Bellis – ingegneria del suono (eccetto tracce 6 e 7), produzione (traccia 4), registrazione voce (traccia 15)
- Kevin Grainger – mastering (eccetto traccia 6)
- Tom Demac – produzione aggiuntiva (traccia 3)
- Cameron Gower Poole – produzione vocale (tracce 3 e 9)
- MJ Cole – produzione (traccia 5)
- Future Cut – coproduzione (traccia 6)
- James Vincent McMorrow – produzione voce (traccia 6)
- Cormac Butler – ingegneria voce (traccia 6)
- Mark Raplh – produzione e missaggio aggiuntivi (traccia 6)
- Josh Green – assistenza tecnica (traccia 6)
- Gemma Chester – assistenza tecnica (traccia 6)
- Stuart Hawkes – mastering (traccia 6)
- Jay Weathers – produzione (traccia 7)
- Sam De Yong – produzione aggiuntiva (traccia 8)
- Max Abrahams – produzione aggiuntiva (traccia 8)
- Skream – produzione (traccia 9)
- Sam Knowles – produzione aggiuntiva (tracce 10 e 14), produzione (traccia 15)
- Redlight – produzione (traccia 11)
- Cadenza – produzione (traccia 14)
- 2fox – produzione (traccia 16)
- George Murphy – ingegneria del suono (traccia 16)

## Classifiche
| Classifica (2021)   | Posizione massima |
| ------------------- | ----------------- |
| Regno Unito         | 16                |
| Regno Unito (dance) | 1                 |